# Massen-Niederlausitz
Massen-Niederlausitz is een gemeente in de Duitse deelstaat Brandenburg, en maakt deel uit van het Landkreis Elbe-Elster.
Massen-Niederlausitz telt 1.838 inwoners.